# Rio Grande
A Rio Grande vagy Río Bravo (del Norte) a Föld 21. leghosszabb folyója: forrásától a torkolatig mintegy 3078 km (más források szerint 3034 km), ebből 2100 km hosszan az USA és Mexikó államhatára.

## Természetföldrajzi jellemzői

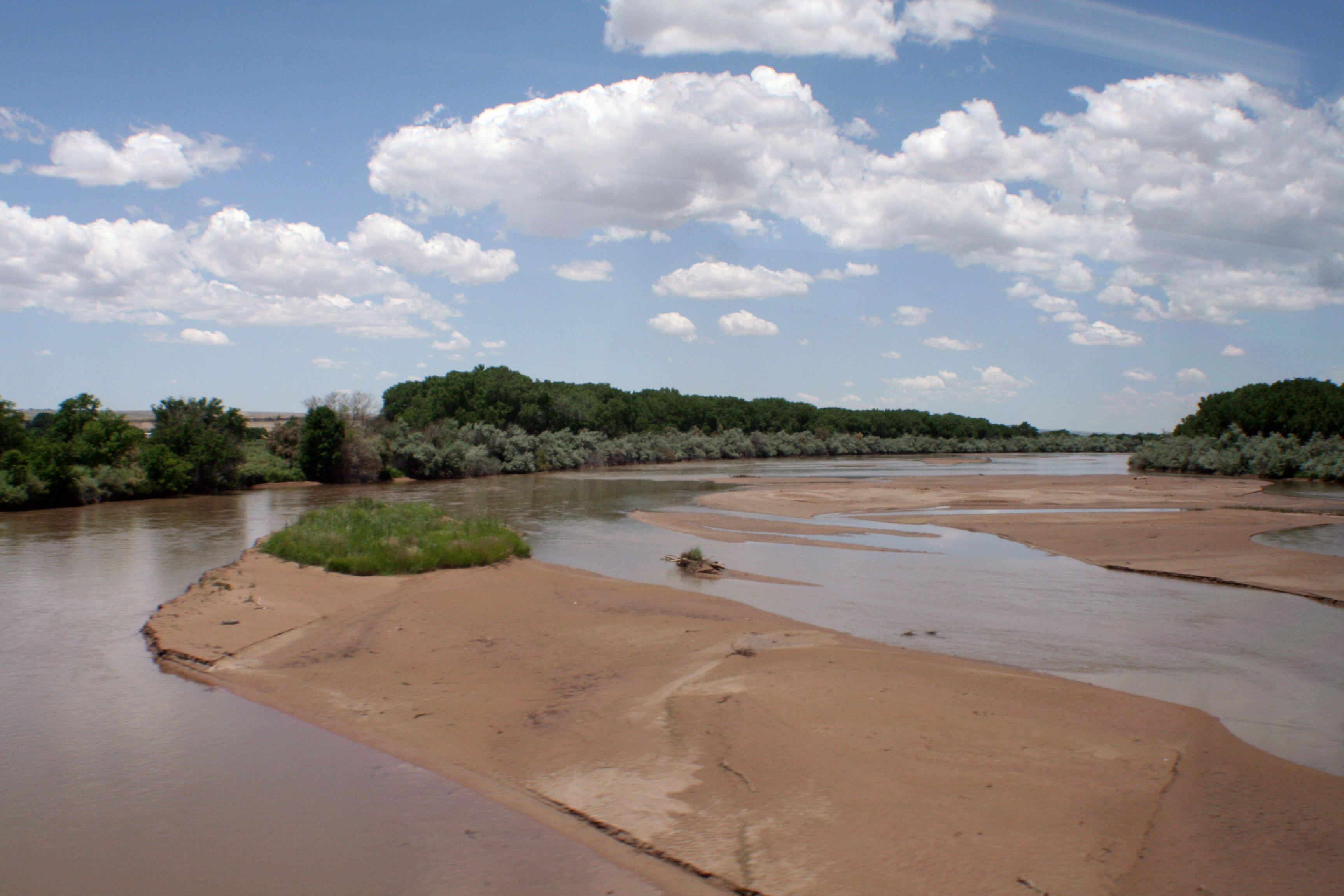
A Rio Grande kisvíznél (Albuquerque, Új-Mexikó)

Az Amerikai Egyesült Államok Colorado államának délnyugati részén, a Sziklás-hegység San Juan-hegységnek nevezett részén ered. Délnek folyva a Keleti-Kordillerák hegyláncai között folyik, átszeli Új-Mexikó állam középső részét, majd a texasi El Pasonál, illetve a mexikói Ciudad Juáreznél, a Mexikói-magasföld és a Préri-tábla között délkeletnek kanyarodik, és innen torkolatáig a két ország határfolyója. Texasban északkeletnek folyva, kanyonokban szeli át a Big Bend Nemzeti Parkot.
A széles parti síkságot átszelve, az amerikai Brownsville és a mexikói Matamoros között ömlik a Mexikói-öbölbe.
Vízgyűjtő területe mintegy 570 000 km², ezzel a 35. legnagyobb. Vízjárása szélsőségesen egyenetlen: szabályozása előtt a márciusi (legkisebb) közepes vízhozama 80 m³/s, a szeptemberi (legnagyobb) közepes vízhozama pedig 320 m³/s volt, de volt olyan is (1932 szeptemberében), hogy 17 000 m³/s vizet szállított. A folyót a gyakori esőzéseket követő heves áradások miatt a mexikóiak Río Bravo del Nortének, azaz északi vad folyónak nevezik.
A folyóban 69 olyan halfaj él, amely sehol máshol a világon.

## Gazdasági jelentősége
Csak a torkolat közvetlen közelében hajózható; legfontosabb kikötője Brownsville.
Folyását az árvizek megfékezése és a földek öntözése érdekében több helyütt elgátolták. A WWF jelentése megállapítja, hogy a mezőgazdaság túlzott vízigénye miatt medre El Paso és Presidio/Ojinaga között gyakran teljesen kiszárad, így például vize, 2001 februárja és júniusa között már nem ért el a Mexikói-öbölig.
Az illegális mexikói bevándorlók többsége a folyót átúszva jut át az Egyesült Államokba, ezért gúnynevük a wetback (vizeshátú).